# Viertel Zwei

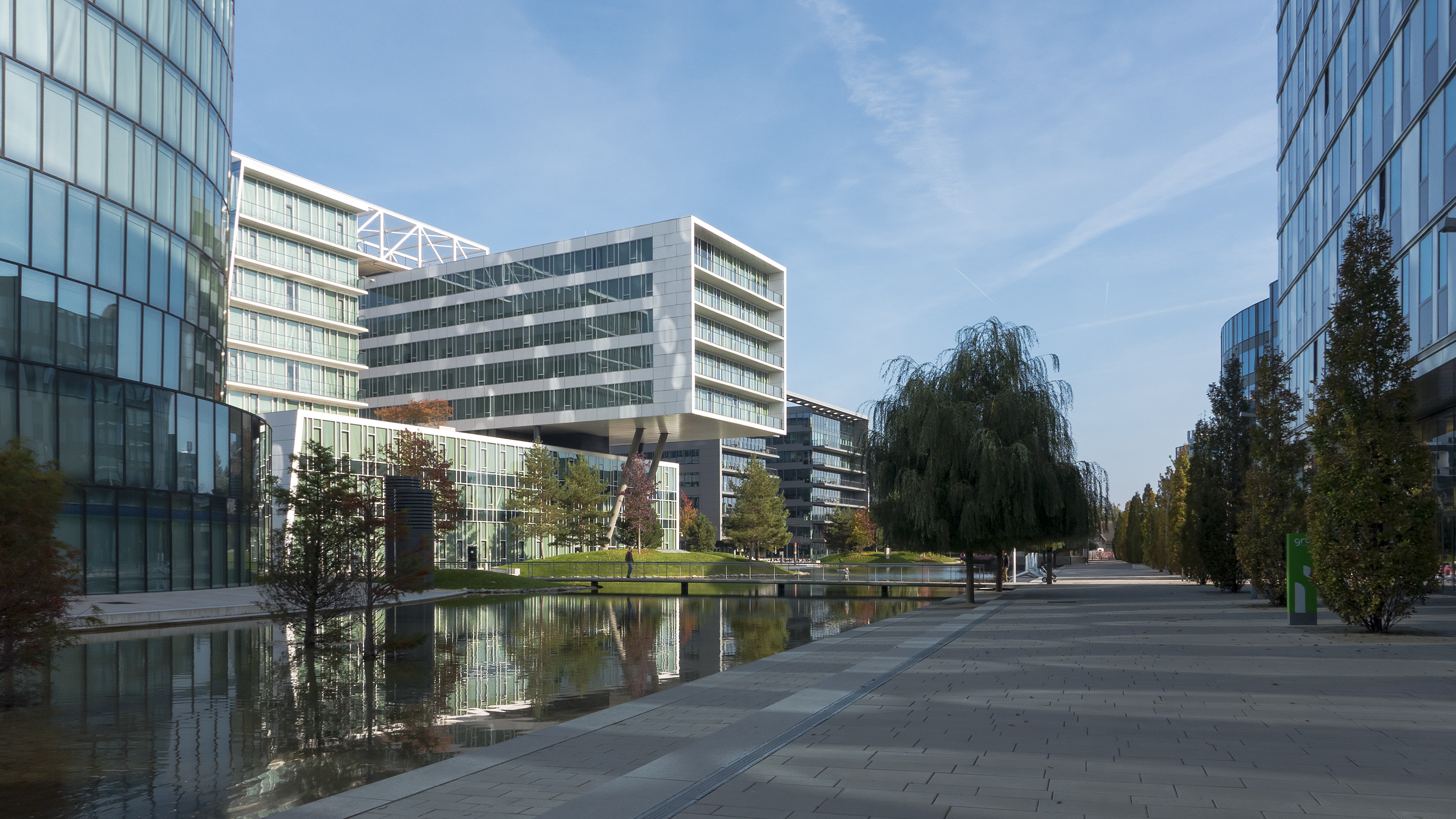
Das Viertel Zwei

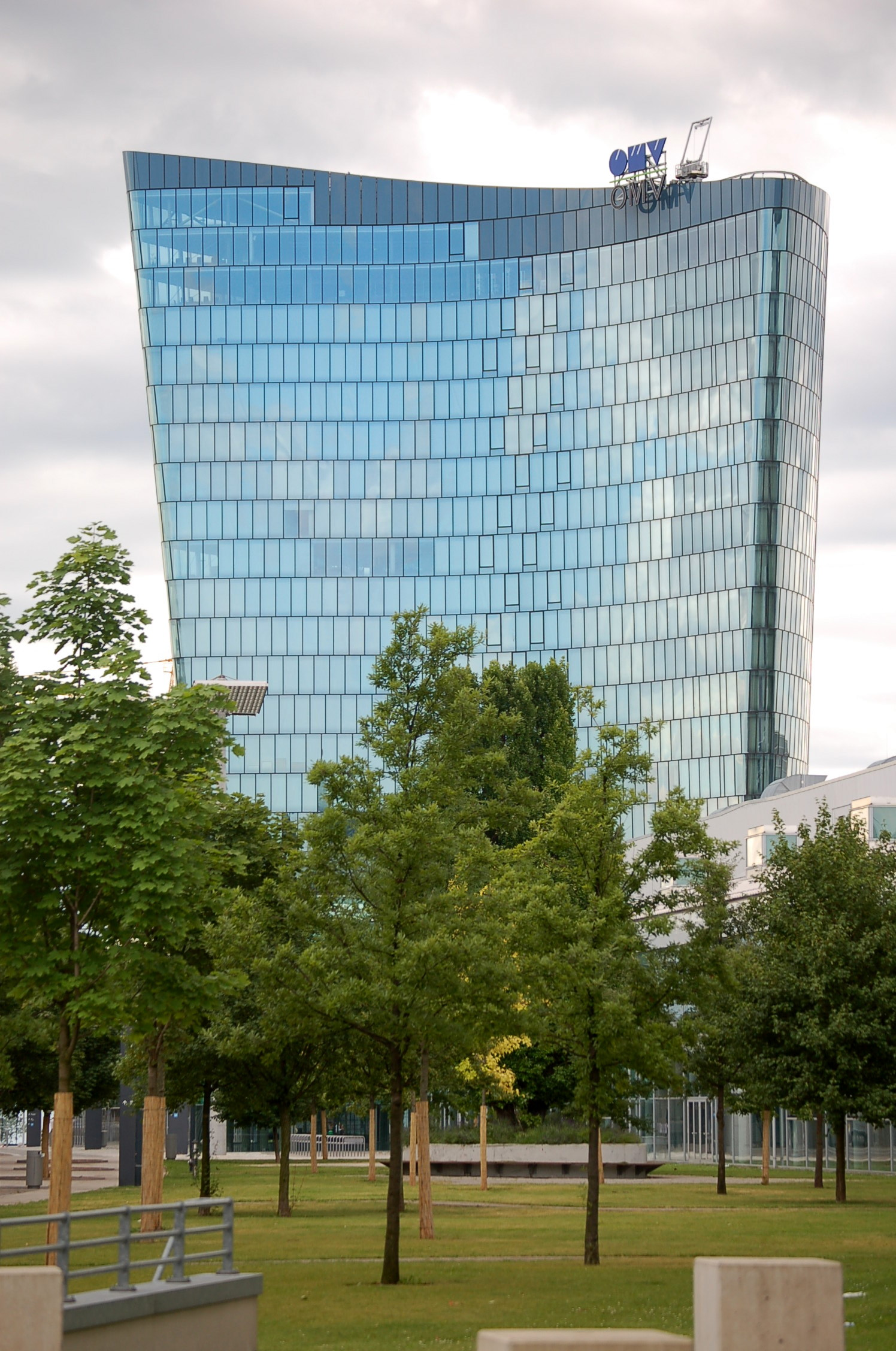
Bürohaus Hoch Zwei

Das Viertel Zwei ist ein Stadtentwicklungsprojekt im 2. Wiener Gemeindebezirk Leopoldstadt.

## Entstehung
Die Planungen starteten 2002, ein Großteil war eingezäunt und für die Öffentlichkeit nicht nutzbar. Vor Ort war nur ein Lager des Roten Kreuzes, ein Blumenhändler und der ARBÖ, die U2 war noch in Planung.
Begrenzt wird das Areal von der Trabrennstraße im Westen, der Vorgartenstraße im Norden und der Trabrennbahn Krieau im Osten und Süden.

## Zahlen und Fakten
- 160.000 m² Grundfläche
- 320.000 m² Bruttogeschoßfläche
- 750 Millionen Euro Investitionsvolumen
- 13.000 m² Grünfläche
- 5.000 m² See
- Lebensraum für insgesamt 15.000 Menschen bis 2026

## Bebauung

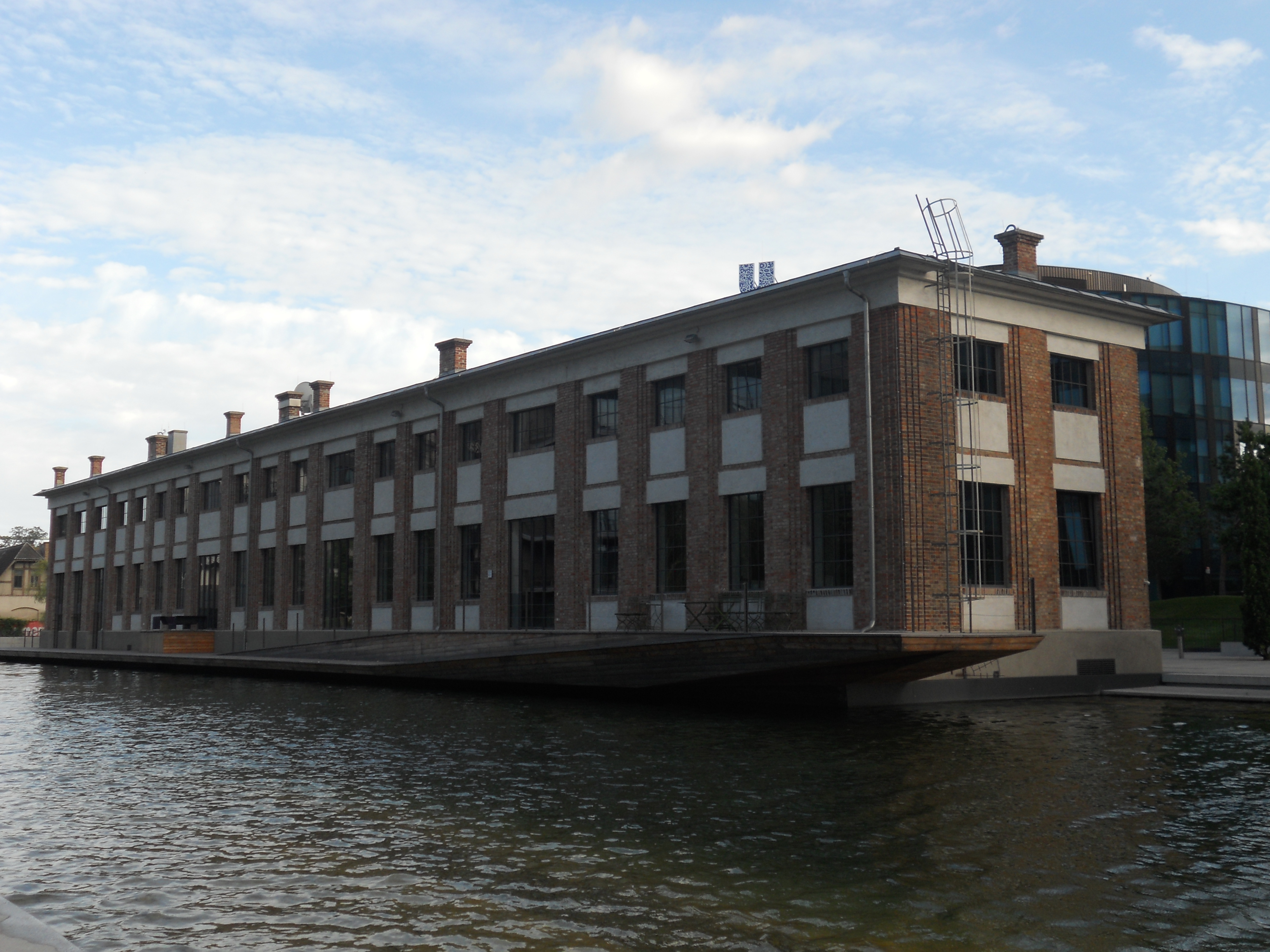
Das Backstein-Lagergebäude, nunmehr Loft Zwei

Unmittelbar an der U-Bahn-Station Krieau findet sich das höchste Gebäude des Viertels, das Bürohochhaus Hoch Zwei der Architekten Henke und Schreieck. Es ist 80 Meter hoch, hat 23 Stockwerke und 21.700 m² vermietbare Fläche; es fungiert als Zentrale der OMV. Östlich daran schließen die Bürogebäude „Plus Zwei“ und „Biz Zwei“ an (Architekt: Martin Kohlbauer), sowie „Stella Zwei“ (Zechner & Zechner). Südlich davon liegen die vier Gebäude „Rund Vier“ (Henke und Schreieck). Im Westen, an der Trabrennstraße, befindet sich das „Hotel Zwei“ mit 251 Zimmern (Zechner & Zechner). Die Namenszusätze „Zwei“ beziehen sich auf den 2. Bezirk.
Das einzige alte Bauwerk im Areal ist ein um 1910 erbautes Lagergebäude, das von Sanitätsorganisationen genutzt wurde. 2006 wurde es renoviert, revitalisiert und bekam den Namen „Loft Zwei“.
Zwischen den Gebäuden wurde ein 5.000 m² großer künstlicher See angelegt. Insgesamt arbeiten im Viertel Zwei mehr als 4.000 Menschen in 26 Unternehmen auf über 80.000 m² Bürofläche. Die Projektleitung hat die Value One in Wien.

## Weitere Bauphasen

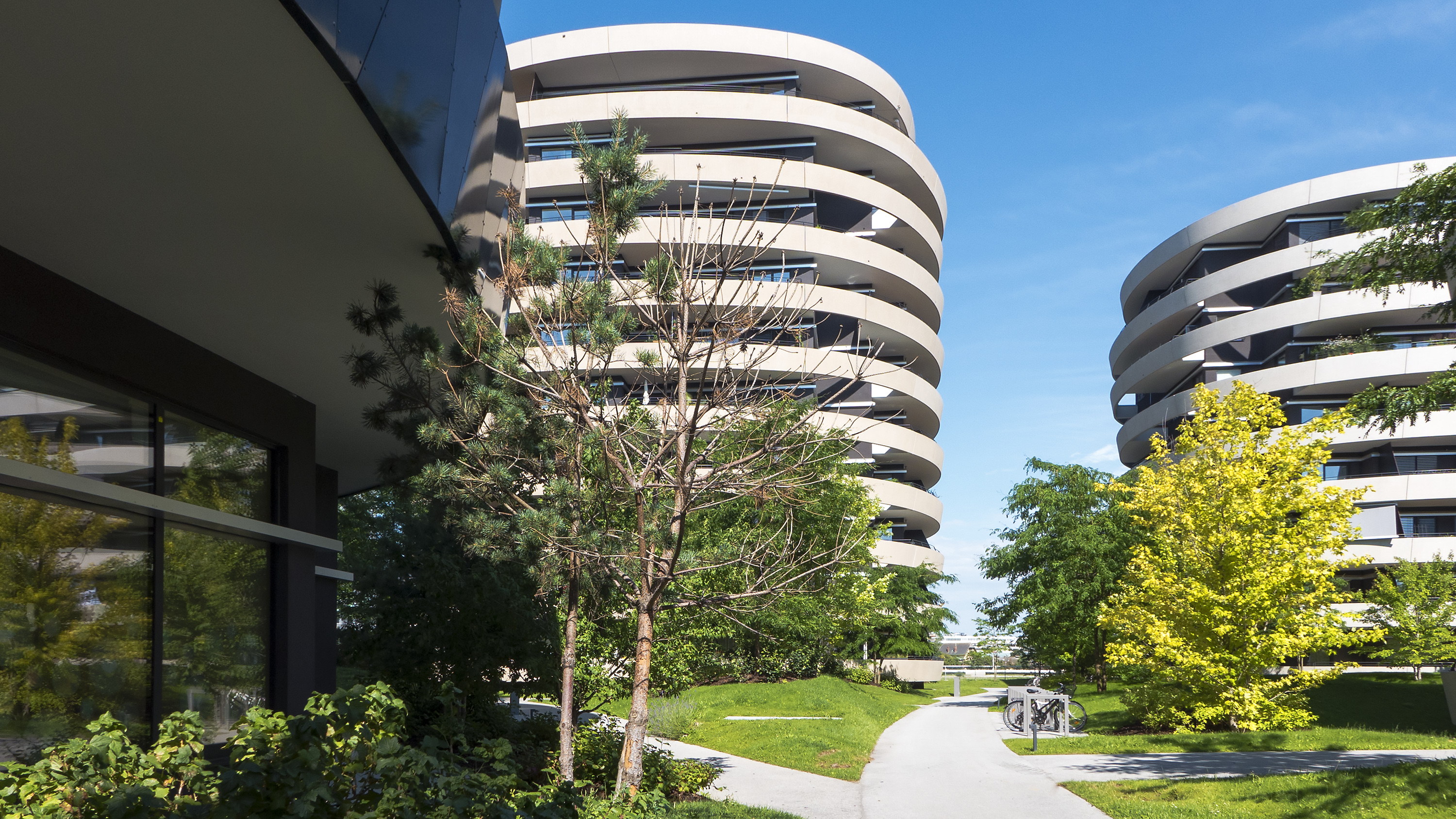
Wohngebäude Rondo

In den kommenden Jahren wird das Viertel Zwei erweitert, wobei großteils auf der Fläche der Trabrennbahn weitere Büroflächen sowie Wohnflächen für 1.800 Menschen entstehen. Die Trabrennbahn ist denkmalgeschützt und bleibt erhalten. Im Osten sollen die Stallungen bis zur Meiereistraße renoviert und teilweise für eine kommerzielle Nutzung adaptiert werden. Im Südwesten entstehen zwischen Campus WU und Trabrennbahn Bürogebäude und Wohnhäuser sowie „Microappartements“ für Studenten. Das Areal soll sich mit Grünflächen und Wegen harmonisch an den Campus WU anfügen. Die derzeit desolaten Tribünen werden renoviert. Die Tribüne 1 bleibt in ihrer Funktion erhalten, die Tribünen 2 und 3 sollen für eine gewerbliche Nutzung adaptiert werden. Die Architektenwettbewerbe wurden im Mai 2014 abgeschlossen, mit den Bauarbeiten wurde 2015 begonnen. Das 36.700 m² große Areal entlang der Trabrennstraße wurde 2017 fertiggestellt.
Das 44.000 m² große Areal an der Meiereistraße folgte 2021, in die Nutzung wurden auch nicht mehr benötigte Tribünen der Trabrennbahn Krieau (die als Teil derselben unter Denkmalschutz stehen) integriert, es wurden Büroräume eingepasst.

## Energieversorgung
Durch das Kraftwerk Krieau wurde im Viertel Zwei das größte Anergienetz Österreichs erschlossen. Der Energieverbund nutzt hierzu erneuerbare Energiequellen wie Grundwasser, Erdwärme und die Sonne für die Energieproduktion am Standort. Nach dem Heizen oder der Warmwassernutzung wird die Restenergie erneut in den Kreislauf eingespeist. Bei sorgfältiger Regelung dieser Anlage ist fast keine zusätzliche Energie für Heizung und Kühlung erforderlich. Derzeit können über 85 % der erforderlichen Wärme- und Kälteenergie aus regenerativer Energie bereitgestellt werden, welche weitestgehend CO2- frei ist.

## Anerkennungen
- 2008 für Viertel Zwei Diva Award Immobilie des Jahres
- 2009 für Viertel Zwei Rund Vier Diva Award Immobilie des Jahres